# Philippe Berthet
Pour les articles homonymes, voir Berthet.
Philippe Berthet, né le 22 septembre 1956 à Thorigny-sur-Marne (Seine-et-Marne), est un auteur de bande dessinée franco-belge. Principalement connu pour ses représentations féminines toujours très glamour.

## Biographie

### Débuts de dessinateur (années 1980)
Philippe Berthet, après des études où il passe son bac au lycée français de Bruxelles, s’initie à la bande dessinée à Bruxelles, dès 1974, en suivant les cours d’Eddy Paape à l’Académie de Saint-Gilles et ceux de Claude Renard à l’atelier bande dessinée de l'école des Arts graphiques de l'Institut Saint-Luc, pendant trois ans. En 1978, il s'installe en atelier avec ses amis de Saint-Luc qui sont Antonio Cossu, Andreas et Philippe Foerster. Ensemble en 1978, ils font le tour des rédactions de (À suivre), Pilote et Métal hurlant sans réussir à s'y faire publier. En février 1978, sa signature est présente dans le no 1 de la revue Le 9ème Rêve. Il publie, grâce au contact de Cossu, dans Curiosity Magazine,, Aïe le temps de trois  numéros, puis dans la revue Spatial des éditions Michel Deligne.
C'est grâce son ami Andrieu, avec lequel il a fait ses études, qui lui propose son scénario et qui connaît Alain De Kuyssche, rédacteur en chef de Spirou, que ce dernier accepte le projet sans voir quoi que ce soit. La seule contrainte qui leur est imposée est d'oublier qu'ils travaillent pour Spirou. Berthet ne doit pas se retenir graphiquement. Ils commencent à publier une histoire longue, intitulée Couleur Café, dans en 1981. Cette première œuvre, éditée en album par les éditions Dupuis, raconte une enquête de Lloyd, un dandy belge durant les années 1920.
En 1982, il entre au magazine Circus et signe les dessins de la série de science-fiction Le Marchand d'idées, écrite par Antonio Cossu et éditée par Glénat entre 1982 et 1988. En juin 1983, il publie un court récit intitulé Fille de la plage sur un scénario de Jean-Luc Fromental dans Métal Hurlant n° 88bis, Spécial amour d'été.

### Une collection qui porte son nom
Berthet change de genre, il aborde le fantastique : il signe les dessins de Hiver 51 et Été 60, deux histoires courtes pour Spirou écrites par Andreas. Celles-ci sont regroupées dans un album sorti en octobre 1985, intitulé Mortes Saisons. Son éditeur lui consacrant une collection portée par son nom. Berthet tente ensuite de lancer une série dans le registre du polar : en 1985, il met en images les enquêtes d'Hyppolyte Fynn, le Privé d'Hollywood, imaginées par José-Louis Bocquet toujours pour Spirou. L'univers de la série se situe à Los Angeles, durant les années 1940. Trois albums paraissent jusqu'en 1990.
Après quelques infidélités à l'éditeur, il publie dans Le Journal de Spirou, de 1987 à 1988, une histoire longue intitulée L'Œil du Chasseur, scénarisé par Philippe Foerster, toujours dans un univers américain ; en 1989, il signe toujours chez Dupuis, La Dame, le cygne et l'ombre, en collaboration avec Dominique David, une anthologie de trois histoires courtes dont l'action se situe à Hollywood.

### Des romans graphiques
Dans les années 1990, il poursuit son exploration de l'imaginaire américain, souvent hollywoodien : après un one-shot scénarisé par Tome, Sur la Route de Selma (1991), un poignant et superbe thriller,,, il signe deux autres one-shots : Halona, un récit qui plonge le lecteur dans l'univers d'un peintre à la double personnalité (1993) et qui voit Berthet se lancer pour la première et dernière fois, comme scénariste sur un long récit. En 1996, il met en images Chiens de Prairie ; un western, dur et âpre dont les lettres de Calamity Jane à sa fille accompagnent le long périple mené par un desperado et un enfant muet, mêlant personnages et lieux historiques aux personnages fictifs, écrit par Philippe Foerster et publié par Delcourt.

### Pin-upet déclinaisons (années 1990-2000)
Parallèlement, il crée la série Pin-Up, avec Yann à l'écriture, et cette fois pour l'éditeur Dargaud. La série suit les aventures de Dottie, à travers des tournants majeurs de l'histoire. Un premier cycle de trois albums publiés entre 1994 et 1995 se déroule durant la Seconde Guerre mondiale. Un deuxième cycle débute en décembre 1997 avec une prépublication dans BoDoï dans les nos 3, 4, l'album sort seulement en mars 1998 et s'étend durant la guerre froide pour s'achever en 2000. En mars 1999 et en prélude à la publication du tome 5, il répond au questionnaire de Proust. Un troisième et dernier cycle est publié entre 2001 et 2005, délocalisant l'action à Las Vegas.
Berthet tente de décliner cette recette de la femme fatale et glamour : toujours avec Yann, il tente de lancer la série de science-fiction Yoni, qui ne connaît cependant que 2 albums sortis en 2004 ; ils décident donc de proposer une série dérivée de Pin-up, nommée Les Exploits de Poison Ivy, qui ne dure que le temps de trois albums publiés par Dargaud entre 2006 et 2008 ; finalement, Berthet s'allie au scénariste Fred Duval pour livrer les aventures d'une autre super-espionne évoluant dans des décors futuristes urbains, Nico (2010-2012). .
Le 25 juin 2009, il participe à la célébration des 50 ans du journal Pilote dans son numéro 69 année érotique.
En 2009, il assure le dessin du deuxième tome de la série XIII Mystery,, sur une histoire écrite par Éric Corbeyran et toujours sur des couleurs de sa compagne, Dominique David.
En 2011, retrouve Yann pour un dixième tome de Pin-up, album flashback, puisque son action se situe en 1946, cette fois à Hollywood, le temps d'une rencontre entre Dottie et Alfred Hitchcock lui-même.

### Ligne noire(années 2010)
Durant les années 2010, il est à la tête d'une série anthologique pour les éditions Dargaud, intitulée Ligne noire. En février 2013, il participe à La Galerie des illustres à l'occasion des 75 ans de Spirou. Le dessinateur se consacre à des héroïnes sexy évoluant dans des univers inspirés par le polar américain, chaque fois imaginés par des auteurs différents : en 2014 sort Perico,, un diptyque scénarisé par Régis Hautière où les auteurs entraînent leurs lecteurs dans le Cuba de 1958, quelques mois avant la révolution castriste. Le 2 octobre 2015 est publié Le Crime qui est le tien,,,, cette fois sur un scénario de Zidrou ; en 2017, il livre Motorcity,,, un polar nordique écrit par Sylvain Runberg. La même année, il reçoit deux prix : le grand prix Diagonale BD et le Grand prix Saint-Michel.
En 2018, il revient à un héros masculin pour L'Art de mourir, imaginé par le scénariste espagnol Raule.
À la disparition de Philippe Tome, Berthet lui rend hommage dans le Spirou no 4256 du 6 novembre 2019.

### La Fortune des Winczlav(années 2020)
Le 6 mars 2020, il publie De l'autre côté de la frontière, un thriller ou encore un western des fifties inspiré d'un épisode de la vie de Georges Simenon sur un scénario de Jean-Luc Fromental,,,.
Le 26 mars 2021, il réédite deux œuvres de jeunesse, L'Œil du Chasseur aux Éditions Anspach ainsi que Fin de bail, recueil de cinq histoires courtes du polar noir au fantastique, parues dans diverses publications aux Éditions du Tiroir grâce à projet Ulule,. Et toujours le même jour, il publie Vanka 1848, premier tome de la trilogie prequel des aventures de Largo Winch intitulée La Fortune des Winczlav,, sur un scénario de Jean Van Hamme chez Dupuis,,,,, et dont le tirage est de 160 000 exemplaires. Le 6 mai 2022, le second tome Tom & Lisa 1910, paraît et dont le tirage est de 110 000 exemplaires. La fin de cette trilogie est annoncée avec le titre Danitza.

### Vie privée
Philippe Berthet est le compagnon de Dominique David, ils ont une fille Mado Berthet, également illustratrice.

## Style graphique
Son style se définit selon Gilles Ratier par un si élégant style réaliste proche de la ligne claire et souligne ses cadrages et éclairages très étudiés, ce que confirme Patrick Gaumer et que précise Éric Verhoest : « […] son sens du cadrage (d’un bon goût définitif), son esthétique vintage, ses créatures glamour et surtout, son trait partagé entre courbes élégantes, lignes épurées et masses noires mystérieuses. […] Florilège de noir et de blanc tranchés, une stylisation follement esthétique » et quant à Henri Filippini, il souligne son trait élégant et précis. Rodolphe relève quant à lui l'intelligence de ses mises en scène et l'élégance naturelle de son trait.
- Selon Henri Filippini : […] Catalogué comme spécialiste du polar, car sachant comme personne dessiner les femmes fatales[4].
- Selon Daniel Maghen : Berthet est indéniablement le dessinateur privilégié des femmes belles et fortes de la bande dessinée[1].

## Œuvres publiées

### Albums de bande dessinée

#### Le Marchand d'idées(1982 - 1988)
- 1 Le Marchand d’idées[69], Glénat, Grenoble, 4e trimestre 1982
Scénario, dessin et couleurs : Antonio Cossu et Philippe Berthet -  (ISBN 2-7234-0315-7)
- 2 Caron des glaces[69], Glénat, Grenoble, avril 1984
Scénario et dessin : Antonio Cossu et Philippe Berthet - Couleurs : Antonio Cossu et Philippe Berthet , Janet Gale -  (ISBN 2-7234-0437-4)
- 3 Les Naufragés de Loreleï[69], Glénat, Grenoble, novembre 1985
Scénario et dessin : Antonio Cossu et Philippe Berthet - Couleurs : Janet Gale -  (ISBN 2-7234-0572-9)
- 4 Le Semeur d'étoiles[69], Glénat, Grenoble, novembre 1988
Scénario et dessin : Antonio Cossu et Philippe Berthet - Couleurs : Janet Gale -  (ISBN 2-7234-0966-X)
- INT Le Marchand d’idées - Intégrale, Glénat coll. « Saga », Grenoble, mai 1999
Scénario et dessin : Antonio Cossu et Philippe Berthet - Couleurs : Janet Gale -  (ISBN 2-7234-2970-9)

#### Collection Dupuis Aventures (1983)
- Couleur Café (dessin), avec Antoine Andrieu (scénario), Dupuis coll. « Dupuis Aventures », 1983.

#### Collection Berthet (1985 1990)
- Le Privé d'Hollywood (dessin), avec José-Louis Bocquet et François Rivière (scénario), Dupuis, coll. « Berthet » :

1. Le Privé d'Hollywood, 1985.
2. Amérika, Dupuis, coll. « Berthet », 1986.
3. Retour de flamme, Dupuis, coll. « Berthet », 1990.

- Mortes saisons, Dupuis coll. « Berthet », Marcinelle, octobre 1985
Scénario : Andreas - Dessin et couleurs : Philippe Berthet -  (ISBN 2-8001-1161-5)[70]
- L’Œil du chasseur, Dupuis coll. « Berthet », Marcinelle, mars 1989
Scénario : Philippe Foerster - Dessin : Philippe Berthet - Couleurs : Isabelle Beaumenay-Joannet -  (ISBN 2-8001-1589-0)[71]
- L’Œil du chasseur, Anspach, mars 2021
Scénario : Philippe Foerster - Dessin : Philippe Berthet - Couleurs : Isabelle Beaumenay-Joannet -  (ISBN 978-2-931105-02-3)[48],[72]
- La Dame, le cygne et l'ombre, Dupuis coll. « Repérages », Marcinelle, avril 1989
Scénario : Dominique David - Philippe Berthet - Dessin : Philippe Berthet - Couleurs : quadrichromie -  (ISBN 2-8001-1650-1)[73]

#### Collection «Aire libre»
- Sur la route de Selma, Dupuis coll. « Aire libre », Marcinelle, septembre 1991
Scénario : Tome - Dessin : Philippe Berthet - Couleurs : Philippe Berthet et Topaze -  (ISBN 2-8001-1835-0)[74].
- Halona, Dupuis coll. « Aire libre », Marcinelle, septembre 1993
Scénario et dessin : Philippe Berthet - Couleurs : Philippe Berthet et Topaze -  (ISBN 2-8001-2010-X)

#### Série Pin-up (1994-2011)
- Pin-up (dessin), avec Yann (scénario), Dargaud :

1. Remember Pearl Harbor, 1994
2. Poison Ivy, 1995
3. Flying Dottie, 1995
4. Blackbird, 1998[20]
5. Colonel Abel, 1999[20]
6. Gladys, 2000[20],[75]
7. Las Vegas, 2001[76]
8. Big Bunny, 2002

- 9 Venin, Dargaud, Bruxelles, novembre 2005
Scénario : Yann - Dessin : Philippe Berthet - Couleurs : Dominique David -  (ISBN 2-87129-763-0)[77]
- 10 Le Dossier Alfred H., Dargaud, Bruxelles, 4 novembre 2011
Scénario : Yann - Dessin : Philippe Berthet - Couleurs : Dominique David -  (ISBN 978-2-505-01144-6)[78],[79]

#### Le western
- Chiens de prairie, Delcourt coll. « Conquistador », novembre 1996
Scénario : Philippe Foerster - Dessin : Philippe Berthet - Couleurs : Dominique David -  (ISBN 2-84055-115-2)[80]

#### Yoni(2004)
- 1 Dollymorphing, Dupuis, coll. « Empreinte(s) », mai 2004
Scénario : Yann - Dessin : Philippe Berthet - Couleurs : Christian Lerolle -  (ISBN 2-87129-999-4)[20]
- 2 Bienvenue en zone TAZ, Dupuis, coll. « Empreinte(s) », novembre 2004
Scénario : Yann - Dessin : Philippe Berthet - Couleurs : Christian Lerolle -  (ISBN 2-8001-3626-X)

#### Les Exploits de Poison Ivy
- 1 Fleur de Bayou, Dargaud, octobre 2006
Scénario : Yann - Dessin : Philippe Berthet - Couleurs : Dominique David -  (ISBN 2-87129-999-4)[81]
- 2 Tigresses volantes, Dargaud, 18 mai 2007
Scénario : Yann - Dessin : Philippe Berthet - Couleurs : Dominique David -  (ISBN 978-2-505-00070-9)
- 3 Baraka à Bir Hakeim, Dargaud, 7 mars 2008
Scénario : Yann - Dessin : Philippe Berthet - Couleurs : Dominique David -  (ISBN 978-2-505-00258-1)

#### XIII Mystery
- 2 Irina, Dargaud, Bruxelles, octobre 2009
Scénario : Éric Corbeyran - Dessin : Philippe Berthet - Couleurs : Dominique David -  (ISBN 978-2-505-00692-3)

#### Nico
- 1 Atomium-express, Dargaud, Bruxelles, 5 mars 2010
Scénario : Fred Duval - Dessin : Philippe Berthet - Couleurs : Hubert -  (ISBN 978-2-505-00809-5)[82]
- 2 Opération Caraïbes, Dargaud, Bruxelles, 22 octobre 2010
Scénario : Fred Duval - Dessin : Philippe Berthet - Couleurs : Hubert -  (ISBN 978-2-505-00975-7)
- 3 Femmes Fatales, Dargaud, Bruxelles, 5 octobre 2012
Scénario : Fred Duval - Dessin : Philippe Berthet - Couleurs : Hubert -  (ISBN 978-2-505-01500-0)

#### Collection Ligne noire (2014 - 2018 )
- Perico, scénario de Régis Hautière, Dargaud coll. « Ligne noire », 2014

1. tome 1/2[78]
2. tome 2/2[83]

- Le crime qui est le tien, Dargaud coll. « Ligne noire », Paris, 2 octobre 2015
Scénario : Zidrou - Dessin : Philippe Berthet - Couleurs : Dominique David -  (ISBN 978-2-505-06343-8)
- Motorcity, Dargaud coll. « Ligne noire », Paris, 20 janvier 2017
Scénario : Sylvain Runberg - Dessin : Philippe Berthet - Couleurs : Dominique David -  (ISBN 978-2-505-06482-4)[35]
- L'Art de mourir, Dargaud coll. « Ligne noire », Paris, 31 août 2018
Scénario : Raule - Dessin : Philippe Berthet - Couleurs : Dominique David -  (ISBN 978-2-505-07039-9)[78]

#### Simenon transposé (2020)
- De l'autre côté de la frontière, Dargaud, Paris, 6 mars 2020
Scénario : Jean-Luc Fromental - Dessin : Philippe Berthet - Couleurs : Dominique David -  (ISBN 978-2-505-08464-8)[84].

#### La Fortune des Winczlav(2021 - 2023)
- 1. Vanko 1848, Dupuis, France, 26 mars 2021
Scénario : Jean Van Hamme - Dessin : Philippe Berthet - Couleurs : Meephe Versaevel - (ISBN 979-1-034-75176-1)[51]
- 2. Tom & Lisa 1910, Dupuis, France, 6 mai 2022
Scénario : Jean Van Hamme - Dessin : Philippe Berthet - Couleurs : Meephe Versaevel - (ISBN 979-1-034-76105-0)[85],[86]
- 3. Danitza 1965, Dupuis, France, 29 septembre 2023
Scénario : Jean Van Hamme - Dessin : Philippe Berthet - Couleurs : Mado - (ISBN 979-1-034-76107-4)

#### Albums collectifs
- Baston 5 - La Ballade des baffes, Goupil éditeur, septembre 1983
Scénario : collectif  dont Philippe Berthet - Dessin : collectif dont Philippe Berthet - Couleurs : collectif -  (ISBN 2-86725-006-4)[87]
- Rocky Luke - Banlieue West, SEDLI - Jacky Goupil, mai 1985
Scénario : collectif - Dessin : collectif dont Philippe Berthet - Couleurs : quadrichromie -  (ISBN 2-86725-016-1)[88]
- Catalogue imaginaire[89], Dupuis, Marcinelle, 1985
Scénario : collectif - Dessin : collectif dont Philippe Berthet - Couleurs : quadrichromie{{Commentaire biblioTirage limité à 1 000 exemplaires. Dos toilé jaune sans titre. Format 165 mm x 245 mm. Pas de date de dépôt légal}}
- Collectif dont Philippe Berthet, Pétition[90] : À la recherche d'Oesterheld et de tant d'autres !, Amnesty International - Belgique francophone ASBL Groupe 64, novembre 1986, 47 p., p. 1 strip)album broché, n&b
- Rêve de chien, Glénat coll. « Circus évasion », Grenoble, octobre 1987
Scénario : Jean-Luc Fromental - Louis Savary - Dessin : Philippe Berthet - Cossu - Louis Joos - Couleurs : Janet Gale -  (ISBN 2-7234-0848-5)[91]
- Fin de bail, Éditions du Tiroir coll. « Les joyaux de l’aventure », Braine-L'Alleud, 26 mars 2021
Scénario et dessin : Philippe Berthet - Cossu - Couleurs : André Taymans, Antoine Bréda -  (ISBN 978-2-931027-28-8)[50]
- 2 Les Belles Histoires d'Onc' Renaud : Le Retour de la bande à Renaud, Delcourt, septembre 1988
Scénario et couleurs : collectif - Dessin : collectif dont Philippe Berthet -  (ISBN 2-906187-15-1)[92]
- int. Les Belles Histoires d'Onc' Renaud : Renaud BD d'enfer, Delcourt, 4 novembre 2002
Scénario et couleurs : collectif - Dessin : collectif dont Philippe Berthet - Contribution : « Loulou » avec Dominique David  (ISBN 2-84055-994-3)[93]
- Histoires d'œuf, Écho Vision, 1989
Scénario : collectif - Dessin : collectif dont Philippe Berthet - Couleurs : quadrichromie -  (ISBN 2-906005-01-0)[94].
- Aire libre - Une exposition imaginaire, Dupuis coll. « Aire libre », Marcinelle, juin 2000
Scénario : Alain De Kuyssche, Claude Gendrot - Dessin : collectif dont Philippe Berthet - Couleurs : quadrichromie -  (ISBN 2-8001-3075-X)[95].
- Captain America - Rouge, blanc & bleu, Panini Comics coll. « Marvel Graphic Novels », octobre 2003
Scénario : collectif dont Yann - Dessin : collectif dont Philippe Berthet - Couleurs : quadrichromie - Contribution : « Red raid »  (ISBN 2-84538-240-5)[96].
- La Galerie des Illustres, Dupuis, Bruxelles, 5 avril 2013
Scénario et dessin : collectif - Couleurs : quadrichromie -   (ISBN 978-2-8001-5711-5)Entretiens menés par Jean-Pierre Fuéri. Contribution Philippe Berthet : Le Magazine de Seccotine.
- int3 Noir délire, Forbidden Zone, Bruxelles, 1 septembre 2018
Scénario et dessin : Philippe Foerster - Couleurs : quadrichromie - Contribution Philippe Berthet : Hommage  (ISBN 978-2-930379-36-4)[97]

### Artbooks
- Bruxelles - 20 ans / 20 auteurs[98], Pierre Dejemeppe, Bruxelles, septembre 1999
Scénario : Thierry Bellefroid - Dessin : collectif - Couleurs : quadrichromieÉdité à l'occasion des 20 ans de la Région Bruxelles-Capitale avec François Avril, Philippe Berthet, Émile Bravo, Renaud Colin, Nicolas de Crécy, Johan De Moor, André Geerts, Dominique Goblet, Sacha Goerg, Jean-Claude Götting, André Juillard, Régis Lejonc, Jacques de Loustal, Cédric Manche, Vincent Mathy, David Merveille, Ever Meulen, François Schuiten, Thierry Van Hasselt et Bernard Hislaire. Format à l'italienne.

### Illustrations

#### Illustrations de romans
- Olivier Cohen (ill. Philippe Berthet), Je m'appelle Dracula, Paris, Librairie générale française coll. « Le Livre de poche ». Jeunesse ; 303. Je bouquine, 1987  (ISBN 2-253-04124-6) (BNF 34972939)
- Olivier Cohen (ill. Philippe Berthet), La Fiancée de Dracula, Paris, Hachette coll. « Le Livre de poche ». Jeunesse ; 308. Je bouquine, 1988  (ISBN 2-01-013843-0) (BNF 34996929)

#### Para BD
À l'occasion, Philippe Berthet réalise des portfolios, ex-libris, tirés à part, marque-pages, posters, lithographie, sérigraphies, carnets de croquis, cartes ou cartons, puzzles et carnets de croquis, esquisses, travaux publicitaires.
- Ladies, Champaka Brussels coll. « Square », 29 novembre 2019
Scénario : Philippe Berthet - Préface : Jean-Luc Fromental - Dessin et couleurs : Philippe Berthet -  (ISBN 978-2-390-41006-5)[100]

### Expositions
- Pin-up, librairie Espace BD, Bruxelles du 12 mars au 15 mai 1999[101]
- Le 9ème Rêve, trente ans de rêves, Centre belge de la bande dessinée, Bruxelles du 19 septembre au 26 novembre 2006[102],[103]
- Exposition Berthet, Galerie "Petits Papiers", Bruxelles du 14 mars 2008 au 12 avril 2008[104]
- 20e anniversaire de la collection Aire libre - Paris du 29 avril au 13 mai 2008[105]
- Rétrospective Berthet, Galerie Daniel Maghen, Paris du 27 octobre 2009 au 7 novembre 2009[106]
- Pin-up, Galerie "Petits Papiers", Bruxelles du 28 octobre 2010 au 27 novembre 2010,[107]
- Berthet, Galerie Daniel Maghen, Paris du 30 novembre 2011 au 10 décembre 2011[106]
- Rétrospective Pin-up, Galerie "Petits Papiers" Sablon, Bruxelles du 28 juin au 26 août 2012[108]
- Perico, Galerie Champaka, Bruxelles du 13 février 2014 au 9 mars 2014[109],[110]
- Perico tome 2, Galerie Champaka, Paris du 1er octobre 2014 au 25 octobre 2014[111]
- Le Crime qui est le tien, Galerie Champaka, Bruxelles du 13 novembre 2015 au 5 décembre 2015[112]
- Crimes et chatoiements, Galerie Champaka, Paris du 19 février 2016 au 19 mars 2016
- Only you, Huberty & Breyne Gallery, Bruxelles du 14 avril 2017 au 10 mai 2017[113]
- L'Art de mourir, Huberty & Breyne Gallery, Bruxelles du 12 au 22 septembre 2018[114]
- Pin-up, Galerie Huberty & Breyne, Bruxelles du 22 février au 20 mars 2019[115],[116]
- De l’autre côté de la frontière, Galerie Champaka, Bruxelles du 14 mai au 6 juin 2020[117],[11]
- La Fortune des Winczlav, Huberty & Breyne Gallery, Bruxelles du 26 mars au 24 avril 2021[118]

## Récompenses
- 1981 :  Prix Spatial «création et style»[119]
- 1984 :   Prix Sonnaille d'argent pour Le Privé d'Hollywood au Festival de Sierre[120]
- 1985 :  Prix Chlorophylle 85, prix du public, au festival de Durbuy[120],[119]
- 1991 :  Prix du meilleur dessin pour Sur la route de Selma décerné par la Chambre belge des experts en bande dessinée[121]
- 1994 :  Prix d'Honneur au Festival BD de Middelkerke pour Poison Ivy[122]
- 2017 : 
  -  Grand prix Diagonale du jury pour l'ensemble de son œuvre[40].
  -  Grand Prix Saint-Michel[123]